# Александр-Стамболийски (село)
Александр-Стамболийски (болг. Александър Стамболийски) — село в Болгарии. Находится в Добричской области, входит в общину Генерал-Тошево. Село Александр-Стамболийски расположено в прибрежной Южной Добрудже, в 52 км к северо-востоку от областного центра города Добрич и в 33 км от муниципального центра города Генерал-Тошево, в 37 км к северо-западу от города Шабла, в 5,6 км к юго-западу от села Бежаново и в 6,8 км к юго-востоку от села Спасово. Примерно в 8 км по прямой к северу от него проходит граница с Румынией, а в 18 км к востоку находится село Дуранкулак. Село расположено на Восточно-Дунайской равнине, на территории со слегка холмистым рельефом. Через его южную низменную часть проходит глубокая и сухая долина «Сухото-дере», идущая с запада через села Великово, Сираково, Сарнино и проходящая на север мимо села Бежаново, далее на территорию Румынии. В северо-западной части, в самых низких местах долины, находятся давно заброшенные колодцы с питьевой водой глубиной около 80 м, на входе в которые установлены железобетонные или металлические конструкции для предотвращения травм и гибели людей. Высота над уровнем моря в центре села составляет около 84 м. Климат умеренно-континентальный.
На севере асфальтированная муниципальная дорога протяженностью около 2 км соединяет село с республиканской дорогой III категории III-2904, проходящей на восток через села Бежаново, Захари Стояново и Стаевци до села Дуранкулак, а на западе — через села Спасово, Рогозина и Чернооково до села Кардам и соединения там с республиканской дорогой II категории II-29, которая ведет на север к границе Болгарии с Румынией и пограничному пункту пропуска Кардам, а на юг — через город Генерал Тошево до города Варна. Плодородные почвы и благоприятный климат района благоприятствуют развитию земледелия и животноводства. Для массивов сельскохозяйственных угодий в селе характерно наличие полезащитных лесных полос, ширина каждой из которых составляет 10-12 м, а по границам большей части – около 30 м. Земли села Александра Стамболийского граничат с землями: на северо-западе и севере – с селом Спасово; на севере и северо-востоке – с селом Бежаново; на востоке – с селом Черноморцы; на юге – с селом Бело; на юге – с селом Септемврийцы; на юго-западе – с селом Белгун; на западе – с селом Сарнино.

## Политическая ситуация
Александр-Стамболийски подчиняется непосредственно общине и не имеет своего кмета.
Кмет (мэр) общины Генерал-Тошево — Димитр Михайлов Петров (коалиция в составе 2 партий; Политическое движение социал-демократов (ПДСД), Болгарская социалистическая партия (БСП)) по результатам выборов.